# 邦克山 (印地安納州費耶特縣)
邦克山（英語：Bunker Hill）是位於美國印地安納州費耶特縣的一個非建制地區。該地的面積和人口皆未知。